# Elizabeth Gyring
Elizabeth Gyring (née en 1886 et morte en 1970) est une compositrice américaine d’origine autrichienne.

## Éléments biographiques
Née à Vienne, elle a étudié sous la direction de Joseph Marx et Ludwig Gzaczkes à l'Académie de musique et des arts du spectacle de Vienne. Elle épouse Otto Geiringer et le couple émigre aux États-Unis en 1939,. Elle meurt à New York en 1970, et ses archives sont conservées à l’université d'État de Washington.

## Œuvres
Elizabeth Gyring a composé des œuvres pour orchestre et chœur, de la musique de chambre, des œuvres pour orgue et divers instruments solo.
- The Reign of Violence is over (texte : Henry Longfellow)
- Piano Sonata No.2 (1957)
- Hymn of Gratitude (1948)
- Arabesque pour basson